# اوایرو
اوایرو، اوایرو موچی (به ژاپنی: 外郎, 外良, ういろう Uirō) یکی از انواع واگاشی (شیرینی ژاپنی) است.